# Dirk van Oosterhoudt
Dirk van Oosterhoudt (gedoopt Tiel, 20 februari 1756 – aldaar, 14 januari 1830) was een Nederlands schilder en tekenaar.

## Leven en werk
Dirk van Oosterhoudt was een zoon van de koopman Daniel van Oosterhoudt en Elisabeth van Mill. Hij was een jongere broer van zilversmid Adrianus van Oosterhoudt. Van Oosterhoudt kreeg les in Tiel van Roeland van Eynden en werd opgeleid aan de Staatliche Kunstakademie in Düsseldorf bij hofschilder Lambert Krahe. Zijn broer Adrianus was naast diens activiteiten als zilversmid ook oliemolenaar, Dirk dreef als nevenactiviteit een spinnerij voor grof garen. Samen met zijn jongste broer Johannes had Dirk later een "fabriek voor fijne verfwaren voor de schilderkonst" in Westluiden (de latere Hertogenwijk).
Van Oosterhoudt tekende en schilderde italianiserende landschappen, dier- en figuurvoorstellingen en portretten. In 1818 ontving hij voor zijn werk een aanmoedigingspremie van tien dukaten van de Nederlandsche Huishoudelijke Maatschappij. Hij nam deel aan diverse tentoonstellingen van Levende Meesters.  Zijn werk is onder meer opgenomen in de collecties van het Flipje & Streekmuseum en het Rijksmuseum Amsterdam. 

## Werken (selectie)

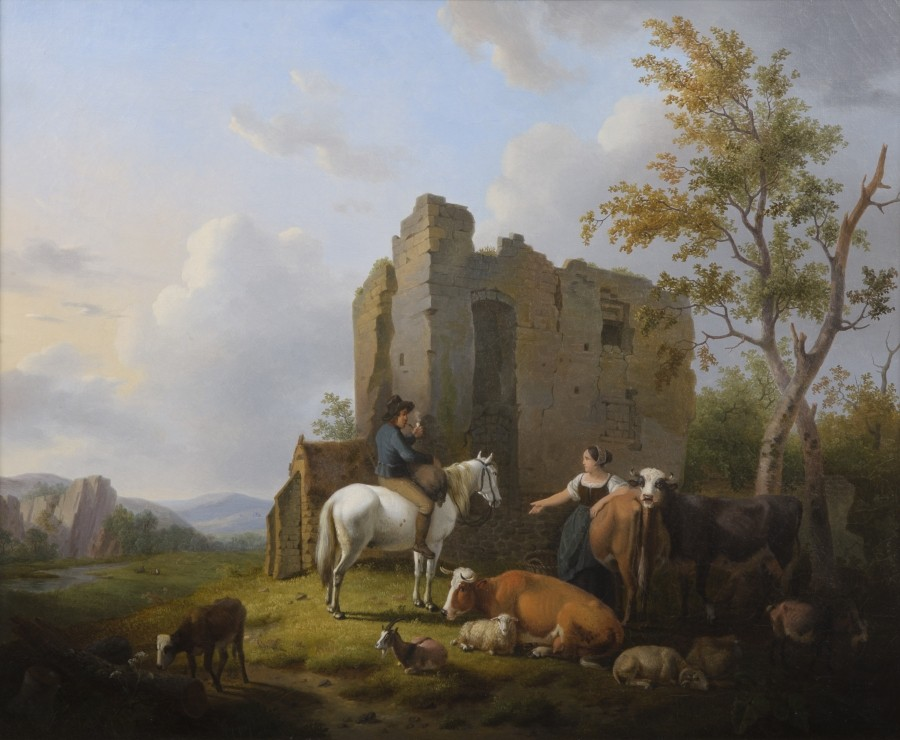
Vee en figuren bij de ruïne van een burcht
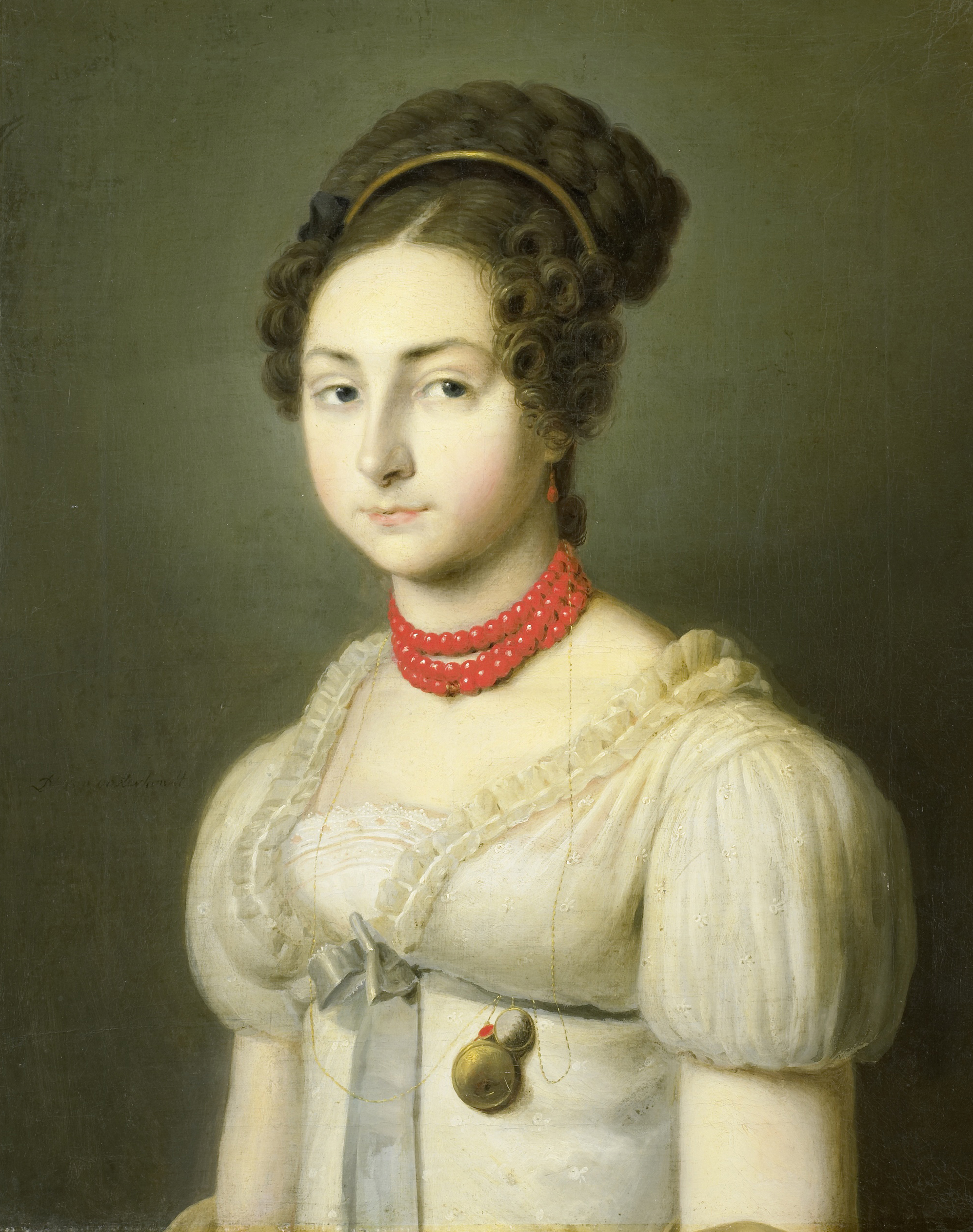
Jacoba van Wessem
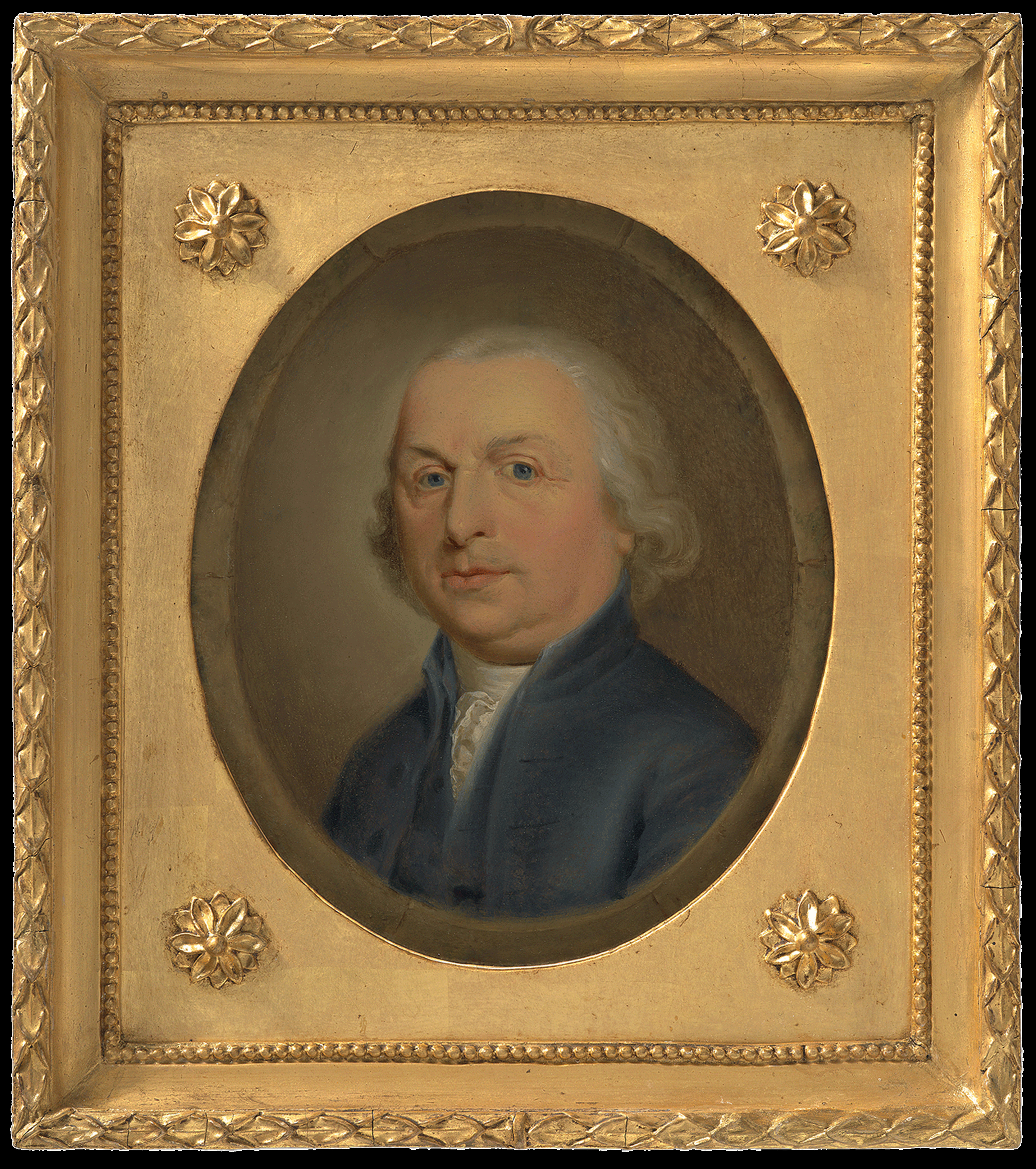
Anthonij Bonebakker (1730-1797)
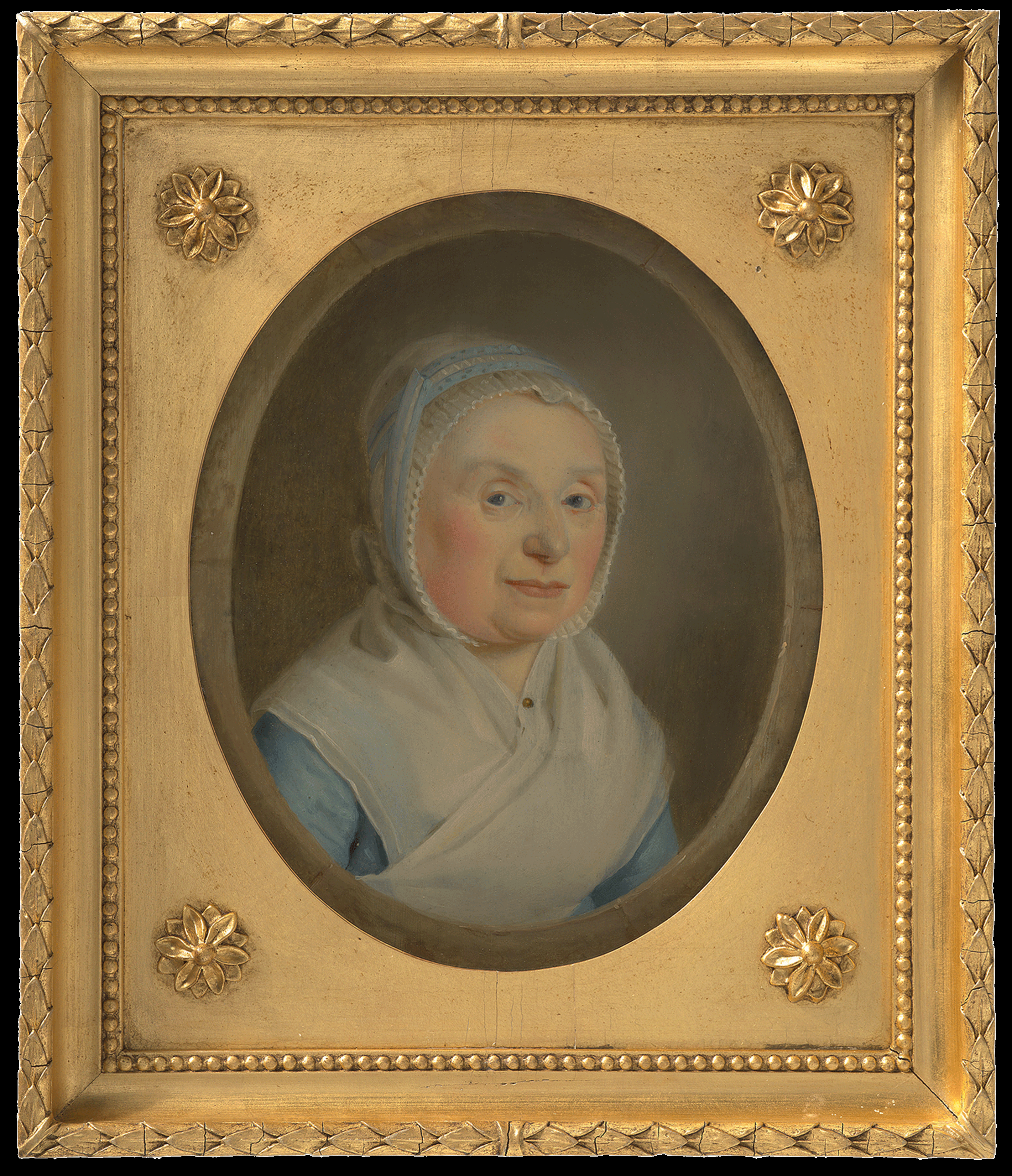
Maria Cornelia van Oosterhoudt (1734-1820), echtgenote van Anthonij Bonebakker
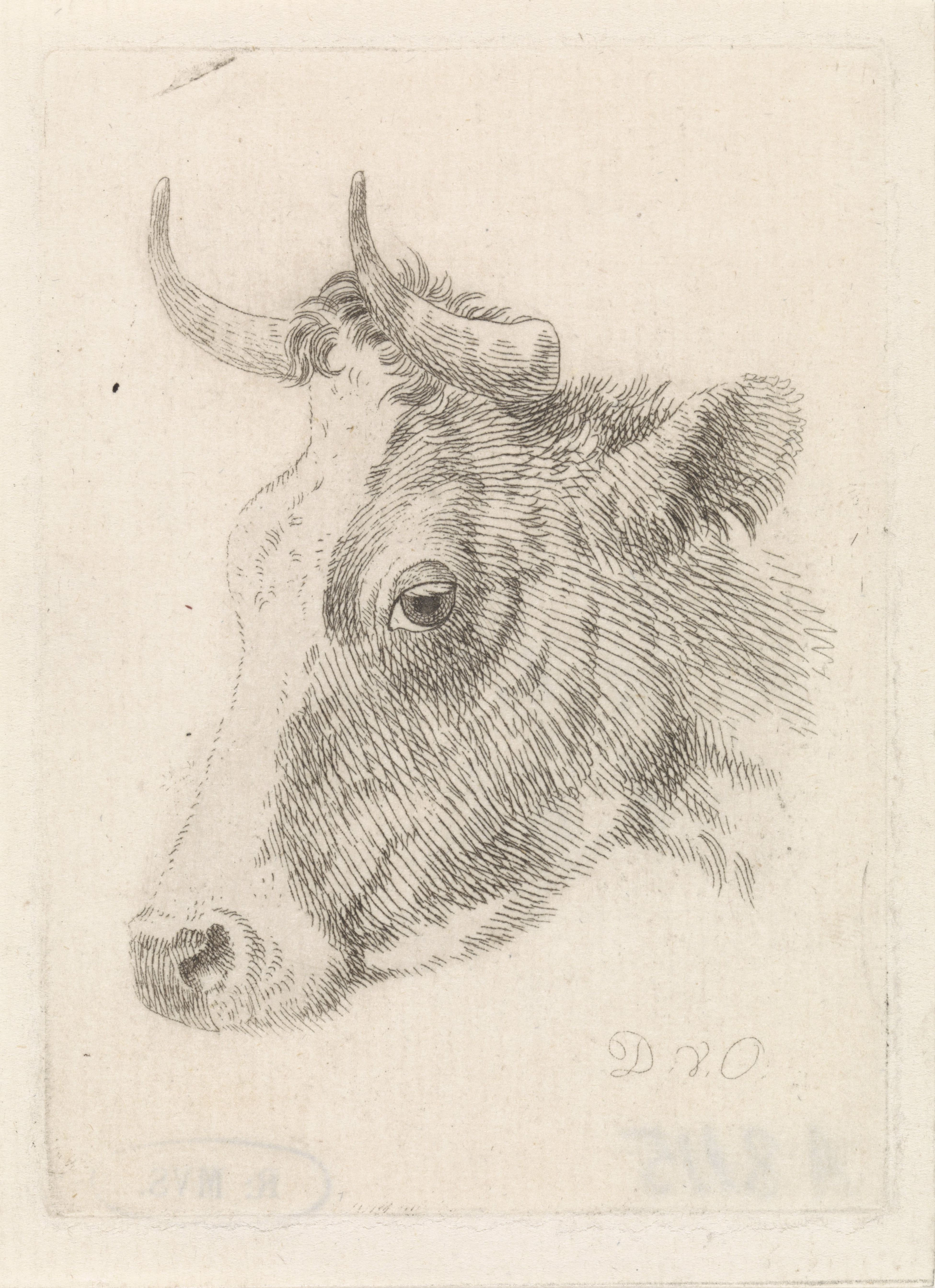
Kop van een stier

- Bibliothèque nationale de France: cb14966605b (data)
- Biografisch Portaal: 94424474
- Digitale Bibliotheek voor de Nederlandse Letteren: oost093
- International Standard Name Identifier: 0000 0000 6663 3194
- RKD-Nederlands Instituut voor Kunstgeschiedenis: 60726
- Union List of Artist Names: 500060205
- Virtual International Authority File: 61820135